# Corrhenes cordata
Corrhenes cordata là một loài bọ cánh cứng trong họ Cerambycidae.